# Tre sange opus 1
Tre sange med pianoforte (Drie liederen met pianobegeleiding) is een compositie van de Noorse componiste Agathe Backer. Zij had hiervoor al eerder muziek geschreven, maar dat bleef vaak alleen in manuscript bewaard. Het Scherzo for orkester is daar een voorbeeld van. Backer kon als begenadigd pianiste vaak zelf haar eigen werk, al dan niet met zangeres, uitvoeren.
De drie liederen in deze bundel uitgegeven door Chr. E. Hornemans Forlag te Kopenhagen, zijn:
- En bøn, op een tekst van Vilhelm Bergsøe; in moderatotempo in G majeur
- Gud give, jeg var et barn igjen, op een tekst van Vilhelm Bergsøe; in moderatotempo, in E majeur
- Til mit hjertes dronning, op de tekst To the Queen of my heart van Percy Bysshe Shelley in een vertaling door Caspara Preetzmann, pseudoniem Caralis; gezongen in allegrettotempo; in B majeur.

De liederen gingen in première tijdens een concert dat de componiste gaf met Nina Hagerup, toen al mevrouw Grieg. In datzelfde concert vond ook een uitvoering plaats van Så trogen åt skogen, een lied op tekst van ene  Ridderstad, waarschijnlijk een schuilnaam. Nina Grieg zou het lied een jaar later wel opnieuw uitvoeren met begeleiding van haar man. 
Van het laatste lied uit opus 1 is later ook een versie verschenen met de originele tekst, maar dan in E majeur; Agathe was toen al getrouwd, vandaar dat het verscheen onder Agathe Backer-Grøndahl. Het was een uitgave omdat Louise Phillips en ook Herbert Thorndike het hadden gezongen.